# Vœu de Nice
Le vœu de Nice est un engagement religieux pris par les élus niçois en 1832 dans le but d'éviter l'épidémie de choléra-morbus qui menaçait alors leur ville. Ce vœu était censé permettre à Nice d'obtenir la protection de la Vierge. Le renouvellement de ce vœu est toujours assuré aujourd'hui.

## Adoption
Au début des années 1830, la France et une partie de l'Europe sont confrontées à une grave épidémie de choléra. Celle-ci menace à la fin de l'hiver 1832 de passer le Var et de se propager au comté de Nice. La ville de Nice qui comptait à l'époque environ 30 000 habitants, est alors dirigée par des consuls sardes qui mettent en œuvre dans un premier temps, des mesures sanitaires : assainissement et nettoiement réguliers des lieux publics, cordon sanitaire, etc. Ils décident par la suite, le 11 avril 1832, de placer Nice sous la protection de la Madone des Grâces, par l'adoption d'un vœu solennel de la ville. 
C'est le 25 avril 1832 que le conseil de ville, réuni au palais communal de la place Saint-François, adopte ce vœu lors d'une séance solennelle. Si la ville était épargnée par l'épidémie, le conseil s'engageait à construire une nouvelle église, consacrée à la Madone des Grâces, et à organiser une célébration chaque année consistant en une procession et une cérémonie religieuses.

## Mise en pratique

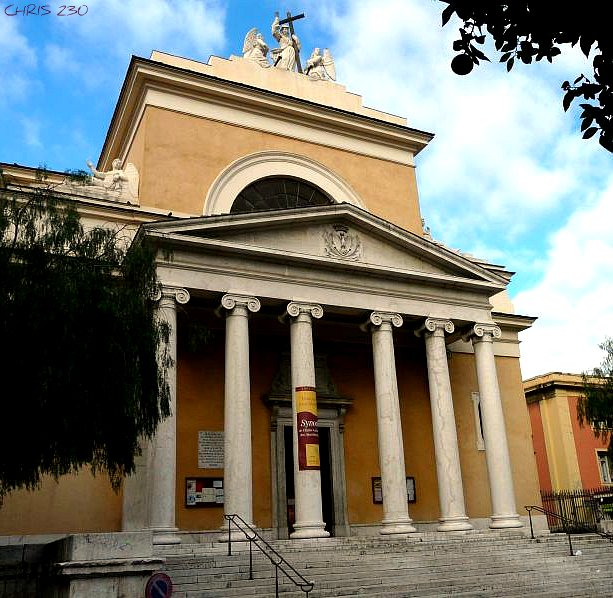
L'église du Vœu

La construction de l'église débuta en 1835 et s'acheva dix-sept ans plus tard. Elle devait au départ être bâtie au fond de ce qui allait devenir la place Masséna, dans sa partie nord. L'achat du terrain par la ville se heurte alors à la résistance des propriétaires et une procédure d'expropriation est engagée. Mais les risques d'inondation que fait peser le Paillon tout proche ainsi que la volonté de créer un axe vers le nord de la ville, amènent les autorités à choisir un nouvel endroit. Ce sera finalement le jardin du consul Audiberti de Saint-Etienne, quai Saint Jean-Baptiste, plus en amont du Paillon, qui est désigné pour accueillir l'église. Celle-ci est construite selon les plans de l'architecte italien Charles Mosca. Le 15 août 1852, l'église Notre-Dame-des-Grâces ou église Saint Jean-Baptiste dite du Vœu est inaugurée et bénie par l'évêque de Nice, Mgr Galvano.
Depuis cette date, chaque année au début de l'été (à la fin du mois de mai ou au début du mois de juin), le vœu est renouvelé par celui qui dirige la ville (le syndic de 1853 à 1860 et le maire à partir de 1860). Une procession solennelle, conduite par le maire, est d'abord organisée dans les rues du Vieux-Nice. Elle est suivie généralement par la lecture du vœu en niçois devant l'ancien palais communal, place Saint François. S'ensuit une messe pontificale en l'église du Vœu, célébrée par l'évêque de Nice. Cette messe comprend le renouvellement du vœu par le maire qui prononce les paroles suivantes en niçois et en français :
« léu [noum de mèra] suchessour dei consou de Nissa, au noum dou counsèu municipal e dou poble nissart, renouvèli aquestou vout e counfidi lou destin de la vila Nouostra-Dama de li Gracia ».
« Moi [nom du maire], successeur des consuls de Nice, au nom du conseil municipal et du peuple de Nice, renouvelle ce vœu et confie les destinées de la ville à Notre-Dame des Grâces ».
Cette journée constitue l'une des nombreuses fêtes célébrées à Nice. Elle comporte aussi des animations de musique traditionnelle niçoise.